# Eriogonum rubricaule
Eriogonum rubricaule är en slideväxtart som beskrevs av Ivar Frederick Tidestrøm. Eriogonum rubricaule ingår i släktet Eriogonum och familjen slideväxter. Inga underarter finns listade i Catalogue of Life.